# Frankfort (condado de Pepin, Wisconsin)
Frankfort es un pueblo ubicado en el condado de Pepin en el estado estadounidense de Wisconsin. En el Censo de 2010 tenía una población de 343 habitantes y una densidad poblacional de 4,28 personas por km².

## Geografía
Frankfort se encuentra ubicado en las coordenadas 44°33′2″N 92°4′11″O / 44.55056, -92.06972. Según la Oficina del Censo de los Estados Unidos, Frankfort tiene una superficie total de 80.22 km², de la cual 77.88 km² corresponden a tierra firme y (2.92%) 2.34 km² es agua.

## Demografía
Según el censo de 2010, había 343 personas residiendo en Frankfort. La densidad de población era de 4,28 hab./km². De los 343 habitantes, Frankfort estaba compuesto por el 99.71% blancos, el 0% eran afroamericanos, el 0% eran amerindios, el 0% eran asiáticos, el 0% eran isleños del Pacífico, el 0.29% eran de otras razas y el 0% pertenecían a dos o más razas. Del total de la población el 0.29% eran hispanos o latinos de cualquier raza.